# Эльсис, Яков Яковлевич
Яков Яковлевич Э́льсис (латыш. Jēkabs Elsis; 13 (25) декабря 1890 — 17 (30) января 1917) — капитан Русской императорской армии, латышский стрелок. Участник Первой мировой войны. Георгиевский кавалер (1917, посмертно).

## Биография
Родился 13 (25) декабря 1890 года в Бауэнгофской волости Вольмарского уезда Лифляндской губернии в семье испольщика. Лютеранин. В раннем детстве с родителями переехал в Ригу. Обучался в Рижском Петропавловском училище, экстерном закончил Александровскую гимназию. Служил чиновником Рижского окружного суда.
В военную службу вступил осенью 1912 года вольноопределяющимся в 48-й пехотный Одесский Императора Александра I полк. В следующем году откомандирован в Чугуевское военное училище, которое окончил 1 декабря 1914 года. Переведён прапорщиком в 185-й пехотный запасный батальон. 3 августа 1915 года назначен командиром роты в 3-й латышский Курземский стрелковый батальон, с которым участвовал во всех операциях вплоть до Рождественских боёв.
17 января 1917 года командир 2-го батальона 3-го Курземкого полка капитан Эльсис участвовал в отбитии контратаки немецких войск у Пулемётной горки, в этом бою был убит. Приказом по армии и флоту от 11 сентября 1917 года посмертно был награждён орденом Св. Георгия 4-й степени.
Похоронен в Риге на Саркандаугавском кладбище.

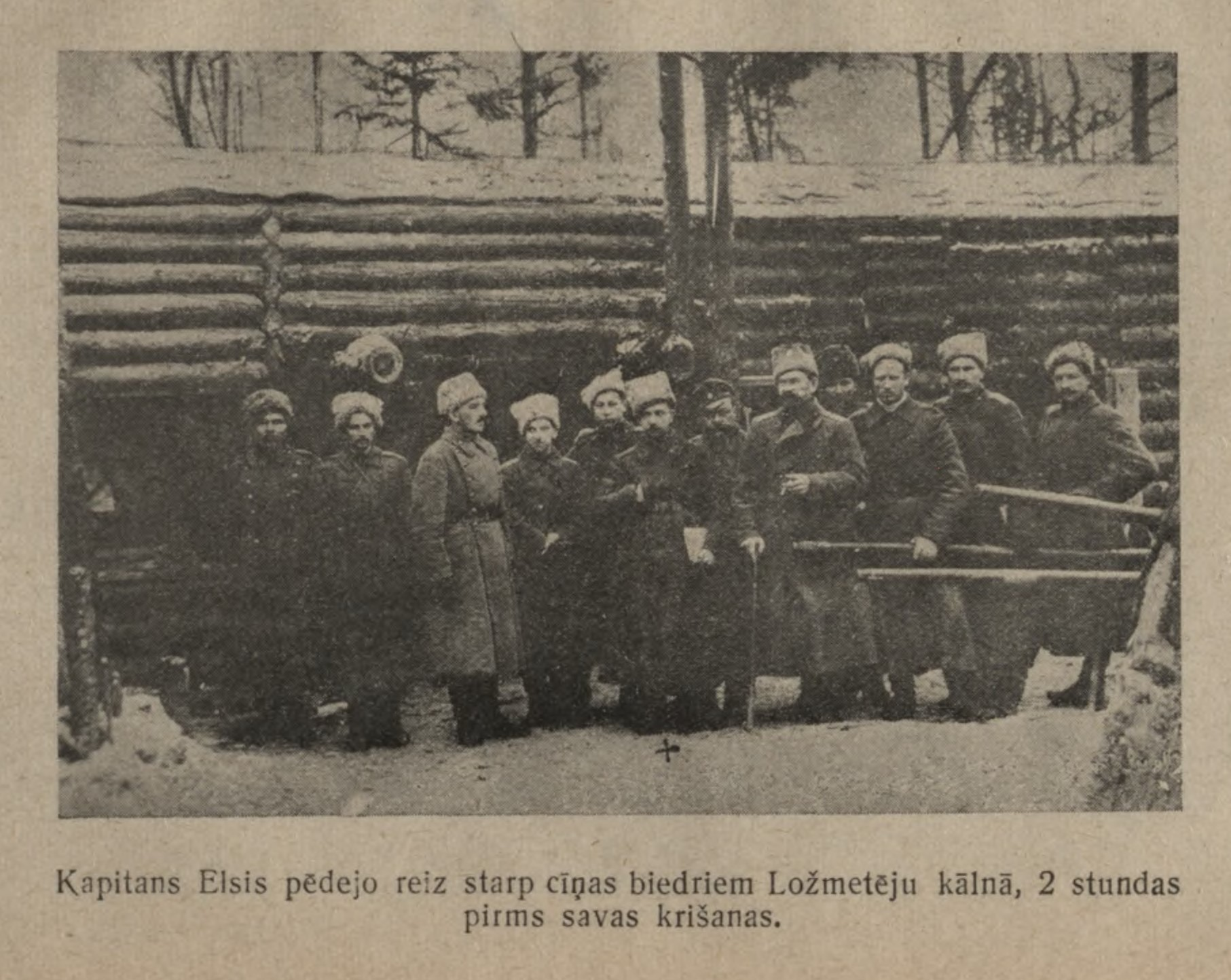
Яков Эльсис (+) с сослуживцами у Пулемётной горки 17 января 1917 года, за два часа до своей гибели

## Награды
- Орден Св. Станислава 3-й ст. (ВП 28 сентября 1916)[2]
- Орден Св. Анны 4-й ст. (ВП 11 октября 1916)[3]
- Орден Св. Владимира 4-й ст. с мечами и бантом
- Орден Св. Георгия 4-й ст. (ПАФ 11 сентября 1917, посмертно)
- Военный орден Лачлпесиса 3-й ст. № 1172 (14 января 1922[4], посмертно) — за то что

в январе 1917 года у Пулемётной горки, когда российсике войска в панике бежали, Эльсис со своим батальоном перешёл в контрнастуление, в штыковом бою принудил противника отступить, выбил его из опушки леса. Продолжая наступление под огнём противника, занял часть укреплённых позиций немцев, первый ворвался в окопы противника и в бою за них погиб смертью героя.Оригинальный текст (латыш.)– 1917. g. janvārī pie Ložmetējkalna, kad krievu karaspēks panikā bēga, Elsis ar savu bataljonu pārgāja pretuzbrukumā, durkļu cīņā piespieda ienaidnieku atkāpties, izsita to no mežmalas. Turpinot triecienu ienaidnieka ugunī, ieņēma daļu no vācu nocietinātajām pozīcijām, pirmais ielēca pretinieka ierakumos un cīņā par tiem krita varoņa nāvē.
— Lāčplēša Kara ordeņa kavalieri. Biogrāfiskā vārdnīca. — Rīga. 1995. 144. lpp.

## Семья
Брат Якова Ян Яковлевич Эльсис (1895—1938) также служил в 3-м Курземском полку поручиком, за бои в августе 1917 года на реке Маза-Югла награждён Георгиевским крестом 4-й ст. № 986219 с лавровой ветвью. Впоследствии служил в Красной армии, полковник, член ВКП(б) с 1923 года, начальник 2-го отдела штаба Забайкальского ВО, репрессирован и расстрелян, реабилитирован в 1957 году.

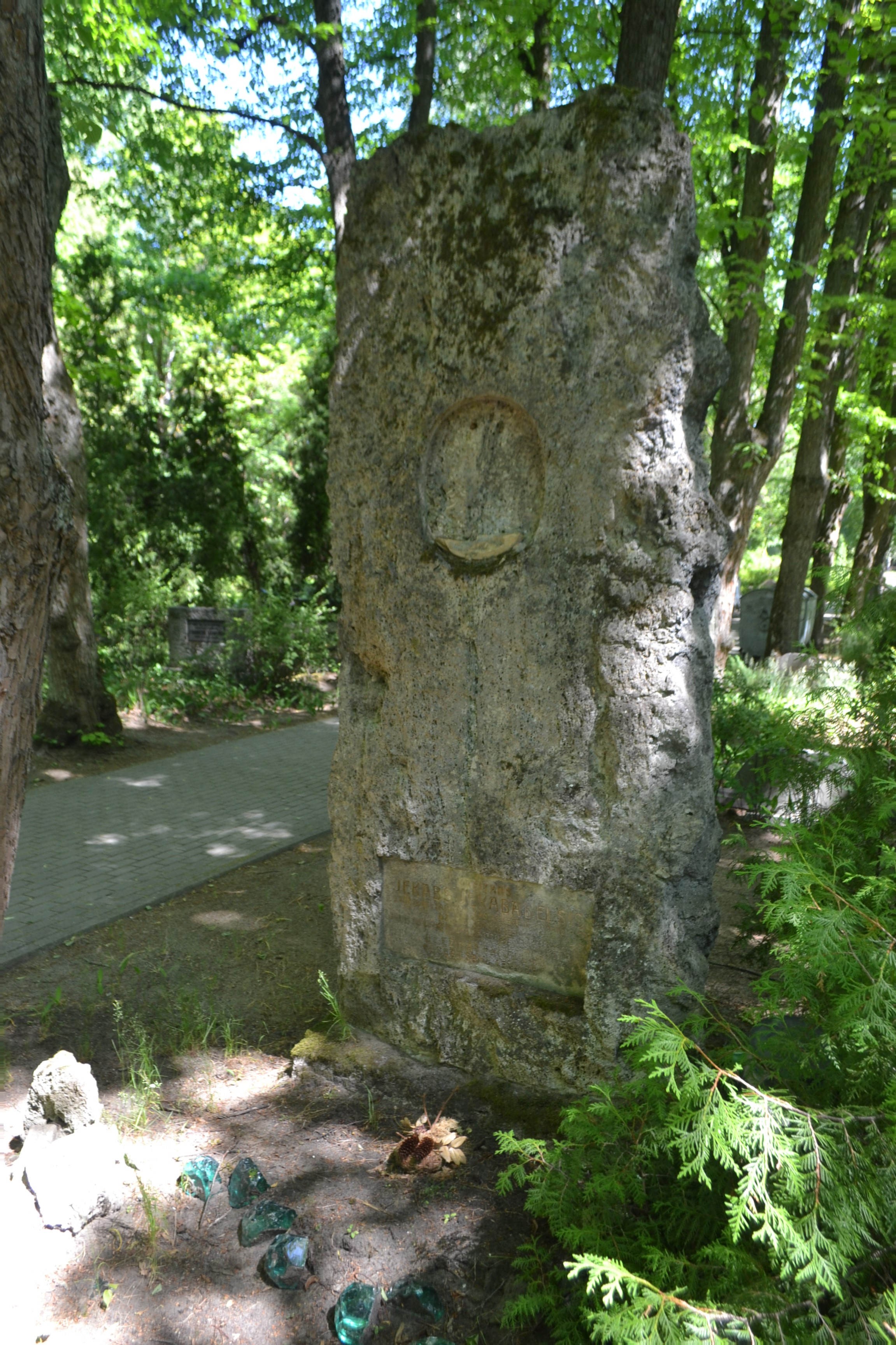
Могила Эльсиса на Саркандаугавском кладбище

## Память
По инициативе сослуживцев в мае 1921 года особый комитет собрал 40 тыс. латвийских рублей на надгробный памятник Эльсису, который создала фирма Эд. Курау. Памятник открыт 6 января 1922 года. Бронзовый барельеф похищен.
Имя Эльсиса как кавалера Военного ордена Лачплесиса было увековечено в 2005 году в часовне-реликварии Рижского Братского кладбища, а в 2018 году — на памятной стеле на Матишском кладбище.